# Berceuse/A Rustaglia
Berceuse/A Rustaglia è il secondo 78 giri di Tino Rossi, pubblicato nell'ottobre 1933.

## Descrizione
Entrambi i brani sono canzoni popolari corse, arrangiate da A. Lambroschini e F. Agostini; Tino Rossi le esegue con l'accompagnamento delle chitarre del Trio Agostini.
Questo disco è stato ristampato nel 1950 dalla Columbia con il numero di catalogo GF 1020.

## Tracce
1. Berceuse (matrice lato A: CL4418.1) (Tradizionale)
2. A Rustaglia (matrice lato B: CL4420.1) (Tradizionale)